# Langschnabel-Zaunkönig
Der Langschnabel-Zaunkönig (Cantorchilus longirostris) ist eine Vogelart aus der Familie der Zaunkönige (Troglodytidae), die in Brasilien endemisch ist. Der Bestand wird von der IUCN als nicht gefährdet (Least Concern) eingeschätzt.

## Merkmale
Der Langschnabel-Zaunkönig erreicht eine Körperlänge von etwa 19,0 bis 21,5 cm bei einem Gewicht von 20,0 bis 21,0 g. Er hat gräuliche Zügel, einen schmutzig weißen Überaugenstreif sowie einen mittel dunkel braunen Augenstreif. Die Ohrdecken und der Bereich unter den Augen ist schmutzig weiß und dunkelgrau gesprenkelt. Der Oberkopf und der Nacken sind stark dunkelbraun, eine Färbung, die am Hinterrücken ins Rötliche übergeht, wo er auch undeutlich dunkler gestreift ist. Der Bürzel ist rötlich braun. Die Handschwingen, die Armschwingen und die Schirmfedern sind tief rötlich braun, mit engen schwarzen Streifen. Die rötlichen braunen Steuerfedern sind von dunkleren breiten Binden durchzogen, die Richtung Ende breiter werden. Das Kinn ist schmutzig weiß mit engem schwärzlichem Bartstreif, die Kehle blass gelbbraun bis weißlich. Die Brust ist rötlich gelbbraun, der Bauch kräftig gelbbraun. Die Augen sind braun bis rötlich braun, der Schnabel blaugrau, wobei der Oberschnabel etwas dunkler oder schwarz ist. Die Beine sind matt grau.  Beide Geschlechter ähneln sich. Jungtiere unterscheiden sich von erwachsenen Vögeln durch weniger klar gezeichnete Markierungen im Gesicht und dem Bartstreif, den grauen Augen und den kürzeren Schnabel. Vom sehr ähnlichen Weißohr-Zaunkönig (Cantorchilus leucotis) unterscheidet er sich durch den längeren Schnabel und die etwas rötlichere Unterseite.

## Verhalten und Ernährung
Es liegen keine Daten zur Nahrung des Langschnabel-Zaunkönigs vor. Bei der Futtersuche scheint er meist in Paaren oder alleine unterwegs zu sein. Sein Futter sucht er in der Vegetation bis fünf Meter über dem Boden, meist aber unter zwei Meter.

## Lautäußerungen
Der Gesang des Langschnabel-Zaunkönigs ist laut und variantenreich und wird von beiden Geschlechtern von sich gegeben. Die Phrasen der Männchen und der Weibchen unterscheiden sich etwas, was sich dann im Duett überlagert. Die Laute klingen wie tschoop-tschip-tschip, tschi-wah-lii oder ähnlich. Auch ein ruhigeres individuelles Lied beider Geschlechter, welches nicht synchron von sich gegeben wird, gehört zu seinem Repertoire. Der Gesang kann sich im Laufe des Tages verändern. So glauben die einheimischen Menschen, dass dies in Folge von Wetteränderungen der Fall ist.

## Fortpflanzung
Jungtiere des  Langschnabel-Zaunkönigs wurden von Februar bis spät in den März beobachtet. Bei einem erwachsenen Männchen wurden im September vergrößerte Hoden festgestellt, was nahelegt, dass das Brüten mit der örtlichen Regenzeit zusammenfällt. Das überdachte Nest hat einen nach unten geneigten Seiteneingang. Außerdem baut er einfachere Schlafnester.

## Verbreitung und Lebensraum
Der Langschnabel-Zaunkönig bevorzugt Sekundärwälder, Lichtungen mit Gestrüpp und Waldränder, baumreiche Caatinga-Landschaften sowie Mangroven. Örtlich kommt er reichlich in großem dichten Restinga-Landschaften vor, die von küstennaher weißer Sandvegetation geprägt ist. Er scheint weniger wasseraffin zu sein, als der Weißohr-Zaunkönig. Er bewegt sich in Höhenlagen von Meeresspiegel bis 900 Metern.

## Migration
Es wird vermutet, dass der Langschnabel-Zaunkönig ein Standvogel ist.

## Unterarten
Es sind zwei Unterarten bekannt. Diese lauten:
- Cantorchilus longirostris bahiae (Hellmayr, 1903)[3] kommt im Nordosten Brasiliens vor. Die Unterart wirkt im Großen und Ganzen blasser, insbesondere am Bürzel. Die Steuerfedern haben breitere dunkle Binden, die Unterseite weist wenige Übergänge auf, ist weißer. Die Ohrdecken sind weniger gesprenkelt.[1]
- Cantorchilus longirostris longirostris (Vieillot, 1819)[4] ist im Osten Brasiliens verbreitet.

## Etymologie und Forschungsgeschichte

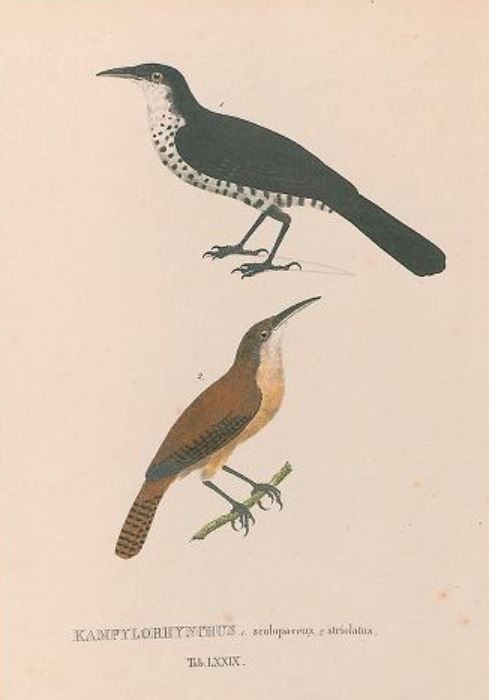
Drosselzaunkönig und Langschnabel-Zaunkönig bei von Spix

Die Erstbeschreibung des Langschnabel-Zaunkönigs erfolgte 1819 durch Louis Pierre Vieillot unter dem wissenschaftlichen Namen Thryothorus longirostris. Das Typusexemplar stammte aus der Sammlung von Anselme Gaëtan Desmarest und wurde in Brasilien gesammelt. Ein weiterer Balg wurde ihm von Guillaume Michel Jérôme Meiffren de Laugier, Baron von Chartrouse zur Verfügung gestellt. 2006 führten Nigel Ian Mann, Frederick Keith Barker, Jefferson Alden Graves, Kimberly Anne Dingess-Mann und Peter James Bramwell Slater die für die Wissenschaft neue Gattung Cantorchilus ein. Dieser Name leitet sich von »cantus« für »Lied« und »orkhilos ορχιλος« für »Zaunkönig« ab. Der Artname »longirostris« ist ein lateinisches Wortgebilde aus »longus« für »lang« und »-rostris, rostrum« für »-schnäblig, Schnabel«. »Bahiae« bezieht sich auf den brasilianischen Bundesstaat Bahia. Hellmayr hatte die Unterart bereits 1901 unter dem Namen Thryophilus longirostris striolatus (Spix, 1824) beschrieben, musste aber feststellen, dass es sich dabei um ein Synonym zur Nominatform handelt.